# امامزاده سید قاسم (خلیل‌آباد)
امامزاده سید قاسم مربوط به اواخر دوره قاجار است و در شهرستان خلیل‌آباد، روستای ارغا واقع شده و این اثر در تاریخ ۲۲ مرداد ۱۳۸۴ با شمارهٔ ثبت ۱۳۱۶۸ به‌عنوان یکی از آثار ملی ایران به ثبت رسیده‌است.